# Бече (герб)
Бече (пол. Becze) — польский дворянский герб, полученный по праву индигената.

## Описание герба
В поле неизвестного цвета рука, защищëнная перчаткой, держащая выщербленную польского-венгерскую саблю, под которой помещена отрубленная голова.

## Первые упоминания
Герб был утвержëн 13 апреля 1592 года по ходатайству дворянина, выходца из Венгерского королевства Владислава (Ласло) Бече.

## Использовали
Бече